# Dorotea Salomonsson
Dorotea Salomonsson, född 1853, död 1928, var en svensk konsthantverkare (träsnidare) känd som ”Snickar-Dea”. 
Hon levde och verkade i Junsele och Ramsele socknar i Ångermanland. Hon började verka som konstnär efter sitt giftermål 1875. Hon är främst känd för sina träfigurer av fyrfota djur som hundar, getter, kor, grisar och hästar. Hon deltog bland annat i Baltiska utställningen i Malmö 1914.